# Karl Jenkins
Karl Jenkins CBE, född 17 februari 1944 i Penclawdd i West Glamorgan, är en brittisk (walesisk) musiker, dirigent och kompositör. Jenkins innehar flera olika professurer och hedersdoktorat vid brittiska universitet och musikhögskolor.
I början av sin musikkarriär spelade Jenkins jazzmusik på saxofon och oboe bland annat med grupperna Nucleus och Soft Machine.
Som kompositör är Jenkins mest känd för sina stora verk för kör, orkester och solister. Han slog igenom med The Armed Man - A Mass for Peace, 1999. The Armed Man har, liksom många av hans andra sakrala verk, inslag av både text och musik från olika delar av världen och olika perioder i historien. Ofta är fredstanken central i körverken.

## Verk
- Adiemus: Songs of Sanctuary
- Adiemus II: Cantata Mundi
- Adiemus III: Dances of Time
- Adiemus IV: The Eternal Knot
- Adiemus V: Vocalise

Samt samlingsskivan
- The Best of Adiemus

Andra verk
- Eloise (opera)
- Imagined Oceans (1998)
- The Armed Man: A Mass for Peace (1999) (L'homme armé)
- Dewi Sant (2000)
- Diamond Music (1996)
- Merry Christmas to the World (1995) en samling traditionella jullåtar orkestrerade av Jenkins.
- Over the Stone (2002)
- Crossing the Stone (2003)
- Ave Verum
- In These Stones Horizons Sing (2004)
- Requiem (2005)
- Quirk (2005)
- River Queen (2005) filmmusik till River Queen regisserad av Vincent Ward.
- Tlep (2006)
- Kiri Sings Karl (2006)
- Stabat Mater (2008)